# Abdulla Al Bloushi
Abdullah Mousa Mohamed Ahmed Esmaeil Al Bloushi (Al Ain, 23 febbraio 1987) è un ex calciatore emiratino, di ruolo difensore.

## Carriera

### Club
Dopo aver militato nell'Al-Ain per due stagioni, nel 2007 è passato all'Al-Nasr. L'anno successivo si è trasferito all'Al-Jazira. Ha militato nel club biancorosso fino al 2017, totalizzando 149 presenze e 20 reti.

### Nazionale
Ha debuttato in Nazionale il 2 giugno 2009, nell'amichevole Emirati Arabi Uniti-Germania (2-7), subentrando al minuto 66 a Walid Abbas. Ha messo a segno la sua prima rete con la maglia della Nazionale il 12 novembre 2015, in Emirati Arabi Uniti-Timor Est (8-0), siglando la rete del momentaneo 5-0 al minuto 55. Ha partecipato, con la selezione emiratina, alla Coppa d'Asia 2011 e alla Coppa del Golfo 2013. È sceso in campo, inoltre, nelle qualificazioni ai Mondiali 2014 e 2018. Ha collezionato in totale, con la maglia della Nazionale, 15 presenze e una rete.

## Statistiche

### Cronologia presenze e reti in Nazionale
| Cronologia completa delle presenze e delle reti in nazionale ― Emirati Arabi Uniti | Cronologia completa delle presenze e delle reti in nazionale ― Emirati Arabi Uniti | Cronologia completa delle presenze e delle reti in nazionale ― Emirati Arabi Uniti | Cronologia completa delle presenze e delle reti in nazionale ― Emirati Arabi Uniti | Cronologia completa delle presenze e delle reti in nazionale ― Emirati Arabi Uniti | Cronologia completa delle presenze e delle reti in nazionale ― Emirati Arabi Uniti | Cronologia completa delle presenze e delle reti in nazionale ― Emirati Arabi Uniti | Cronologia completa delle presenze e delle reti in nazionale ― Emirati Arabi Uniti |
| Data                                                                               | Città                                                                              | In casa                                                                            | Risultato                                                                          | Ospiti                                                                             | Competizione                                                                       | Reti                                                                               | Note                                                                               |
| ---------------------------------------------------------------------------------- | ---------------------------------------------------------------------------------- | ---------------------------------------------------------------------------------- | ---------------------------------------------------------------------------------- | ---------------------------------------------------------------------------------- | ---------------------------------------------------------------------------------- | ---------------------------------------------------------------------------------- | ---------------------------------------------------------------------------------- |
| 2-6-2009                                                                           | Dubai                                                                              | Emirati Arabi Uniti                                                                | 2 – 7                                                                              | Germania                                                                           | Amichevole                                                                         | -                                                                                  | 66’                                                                                |
| 16-12-2009                                                                         | Kuwait City                                                                        | Kuwait                                                                             | 0 – 0                                                                              | Emirati Arabi Uniti                                                                | Amichevole                                                                         | -                                                                                  |                                                                                    |
| 2-1-2011                                                                           | Abu Dhabi                                                                          | Emirati Arabi Uniti                                                                | 2 – 0                                                                              | Siria                                                                              | Amichevole                                                                         | -                                                                                  |                                                                                    |
| 6-10-2011                                                                          | Shenzhen                                                                           | Cina                                                                               | 2 – 1                                                                              | Emirati Arabi Uniti                                                                | Amichevole                                                                         | -                                                                                  | 70’ 78’                                                                            |
| 11-10-2011                                                                         | Suwon                                                                              | Corea del Sud                                                                      | 2 – 1                                                                              | Emirati Arabi Uniti                                                                | Qual. Mondiali 2014                                                                | -                                                                                  |                                                                                    |
| 11-11-2011                                                                         | Dubai                                                                              | Emirati Arabi Uniti                                                                | 0 – 2                                                                              | Corea del Sud                                                                      | Qual. Mondiali 2014                                                                | -                                                                                  |                                                                                    |
| 15-11-2011                                                                         | Kuwait City                                                                        | Kuwait                                                                             | 2 – 1                                                                              | Emirati Arabi Uniti                                                                | Qual. Mondiali 2014                                                                | -                                                                                  | 16’ 79’                                                                            |
| 24-2-2012                                                                          | Abu Dhabi                                                                          | Emirati Arabi Uniti                                                                | 3 – 0                                                                              | Palestina                                                                          | Amichevole                                                                         | -                                                                                  | 65’                                                                                |
| 12-10-2012                                                                         | Dubai                                                                              | Emirati Arabi Uniti                                                                | 2 – 2                                                                              | Uzbekistan                                                                         | Amichevole                                                                         | -                                                                                  |                                                                                    |
| 14-11-2012                                                                         | Abu Dhabi                                                                          | Emirati Arabi Uniti                                                                | 2 – 1                                                                              | Estonia                                                                            | Amichevole                                                                         | -                                                                                  |                                                                                    |
| 29-12-2012                                                                         | Doha                                                                               | Yemen                                                                              | 3 – 1                                                                              | Emirati Arabi Uniti                                                                | Amichevole                                                                         | -                                                                                  |                                                                                    |
| 5-1-2013                                                                           | Madinat 'Isa                                                                       | Qatar                                                                              | 1 – 3                                                                              | Emirati Arabi Uniti                                                                | Coppa del Golfo 2013 - Gironi                                                      | -                                                                                  |                                                                                    |
| 8-1-2013                                                                           | Riffa                                                                              | Bahrein                                                                            | 1 – 2                                                                              | Emirati Arabi Uniti                                                                | Coppa del Golfo 2013 - Gironi                                                      | -                                                                                  |                                                                                    |
| 31-1-2013                                                                          | Shenzhen                                                                           | Emirati Arabi Uniti                                                                | 0 – 1                                                                              | Corea del Sud                                                                      | Amichevole                                                                         | -                                                                                  |                                                                                    |
| 12-11-2015                                                                         | Abu Dhabi                                                                          | Emirati Arabi Uniti                                                                | 8 – 0                                                                              | Timor Est                                                                          | Qual. Mondiali 2018                                                                | 1                                                                                  | 46’                                                                                |
| Totale                                                                             |                                                                                    | Presenze                                                                           | 15                                                                                 |                                                                                    | Reti                                                                               | 1                                                                                  |                                                                                    |